# Paul-Gerhardt-Kirche (Berlin-Prenzlauer Berg)

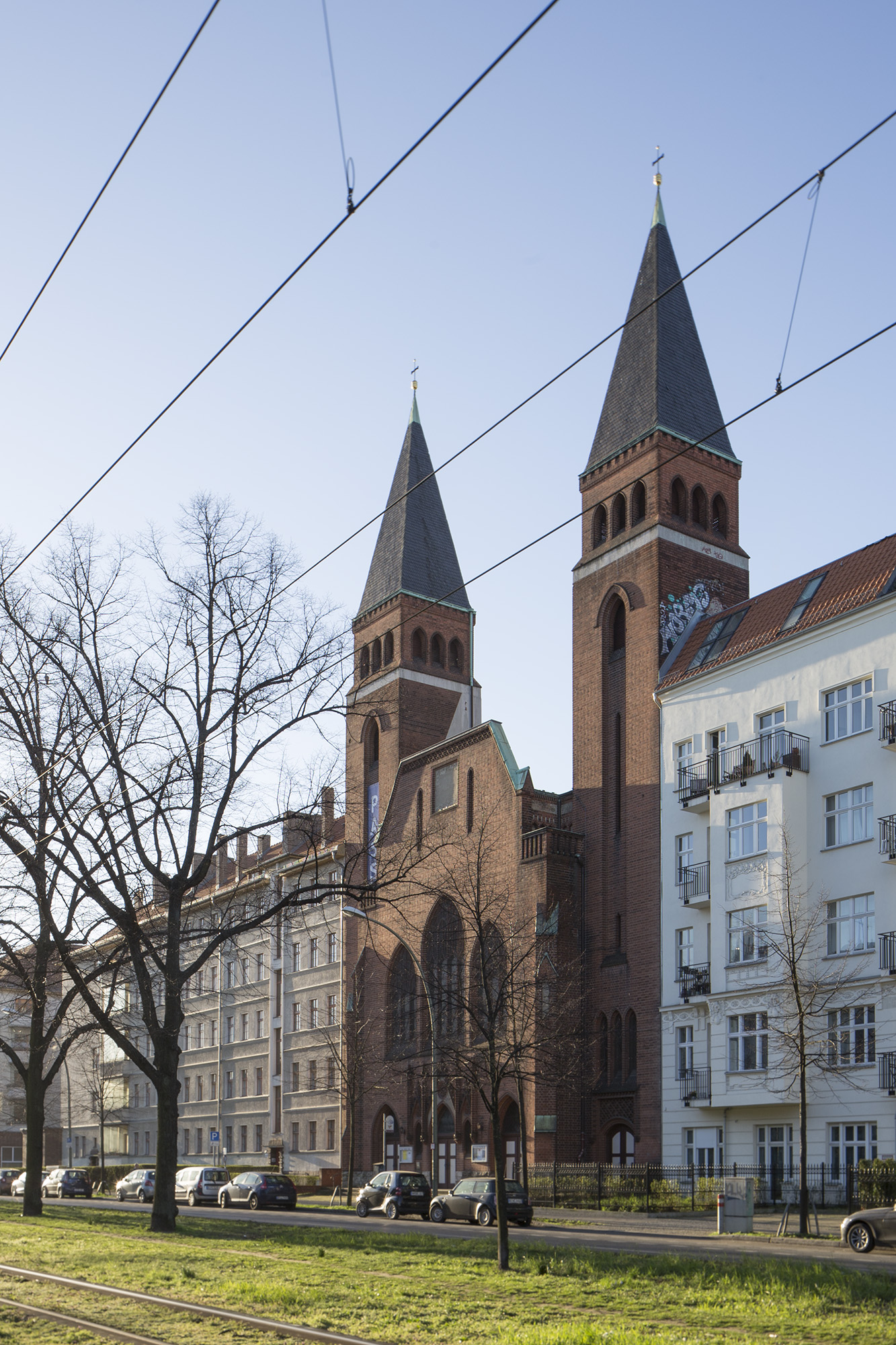
Paul-Gerhardt-Kirche in Berlin-Prenzlauer Berg

Die Paul-Gerhardt-Kirche ist eine evangelische Kirche im Berliner Ortsteil Prenzlauer Berg des Bezirks Pankow. Sie wurde 1908–1910 nach Plänen von Gustav Werner auf dem Grundstück Wisbyer Straße 7 errichtet und nach dem evangelischen Theologen und Kirchenmusiker Paul Gerhardt benannt. Die Kirche gehört zur Evangelischen Kirchengemeinde Prenzlauer Berg-Nord und damit zum Kirchenkreis Berlin Stadtmitte.

## Baugeschichte des Gotteshauses und des Gemeindezentrums
Am 2. November 1908 legte der Generalsuperintendent Wilhelm Faber den Grundstein für ein neues Gotteshaus, nachdem sich die aus der Zionsgemeinde entstandene Gethsemanegemeinde am 15. März 1907 geteilt hatte. Regierungsbaumeister Gustav Werner lieferte die Pläne für das Sakralgebäude und Architekt Fritz Förster leitete die Bauarbeiten.
Am Geburtstag Paul Gerhardts, dem 12. März 1910, fand die feierliche Einweihung der Kirche unter Anwesenheit des Kronprinzenpaars Wilhelm und Cecilie statt.
Am 22. Januar 1943, im Zweiten Weltkrieg, zerstörten bei alliierten Luftangriffen abgeworfene Brandbomben die Türme und das Dach der Kirche. Nach groben Aufräumarbeiten nahm die Kirchengemeinde 1947 den regulären Gottesdienst wieder auf. Bis zum 50. Kirchweihjubiläum 1960 waren alle Kriegsschäden beseitigt und eine neue Schuke-Orgel mit 22 Registern eingeweiht. Zum Gedenken an die Gefallenen der Gemeinde entstand 1961 rechts vom Altarraum ein nach Vorgabe von Lothar Mannewitz entworfenes Wandmosaik, das St. Michael als Drachentöter darstellt. Zudem gibt es ein Gedenkbuch, in das Namen von Opfern des Krieges aus der Gemeinde eingetragen wurden.
Das Gemeindehaus in der Kuglerstraße, das mit der Kirche direkt über einen hinter der Kirche liegenden Innenhof verbunden ist, wurde 1912 von Generalsuperintendent Lahusen eingeweiht. Es umfasst zwei miteinander verbundene Gemeindesäle, die von zahlreichen Gruppen genutzt werden, sowie Wohnungen unter anderem für Pfarrer, Küster und Jugendmitarbeiter. Im Jahr 1972 wurden Garagen auf dem Innenhof für die Bewohner des Gemeindehauses gebaut.
Am 20. Januar 2022 wurden Altar und Altarbild (eine Jesusdarstellung) bei einem Brand zerstört, auch einige Orgelpfeifen schmolzen. Die Ermittlungsbehörde geht nach Augenzeugenangaben von einer Brandstiftung aus. Inzwischen gibt es zahlreiche Hilfsangebote und Spenden von Handwerkern, Privatpersonen, Unternehmen.

## Lage und Baubeschreibung
Die Paul-Gerhardt-Kirche ist eine in die Häuserzeile der Wisbyer Straße eingefügte Backsteinkirche mit zwei je 40 Meter hohen Türmen im Norden des Prenzlauer Bergs. Sie bietet Platz für rund 1000 Personen und war die erste Berliner Kirche, die nach einem Beschluss der Berliner Stadtsynodalverbandes nicht mehr als 200.000 Mark (kaufkraftbereinigt in heutiger Währung: rund 1,41 Millionen Euro) kosten durfte. Die Architektur ist eine Mischung aus Neugotik und Jugendstil. Der Grundriss ist quadratisch/kreuzförmig.

## Ausstattung

### Altarraum

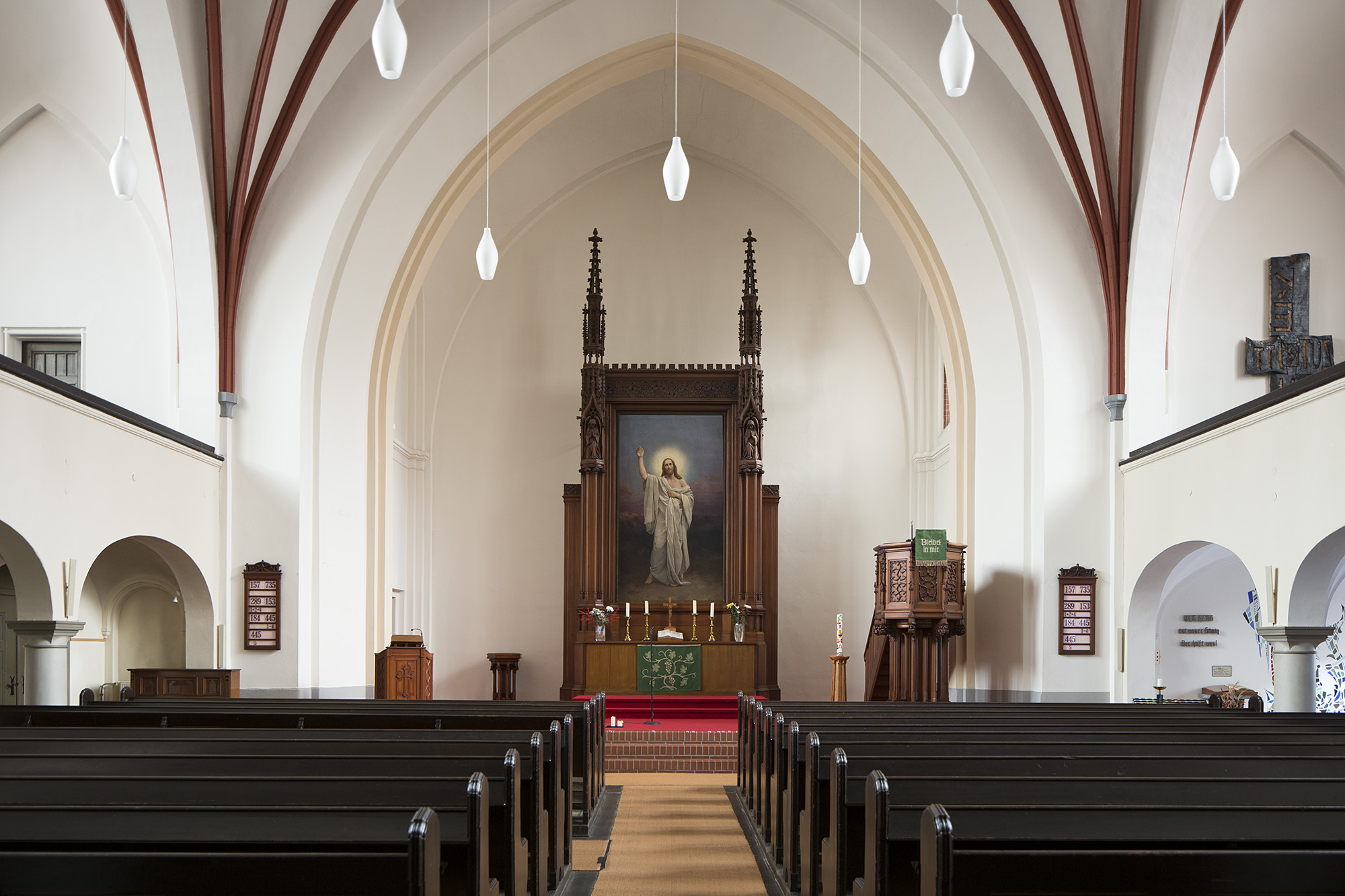
Kirchenschiff mit Blick auf die Altarseite

Im Innern befand sich bis zur Zerstörung 2022 zentral und den Altarraum beherrschend das Altarbild, das den auferstandenen Christus darstellt. Es wurde vom Gemeindeglied Gerhard Noack gemalt, vor den Kriegsschäden evakuiert und nach dem Zweiten Weltkrieg wieder eingesetzt. Die mit Elementen des Jugendstils versehene ursprüngliche Malerei an der Frontwand des Chores mit allegorisch stilisierten Bildern zum biblischen Paradies enthielt zwei Spruchbänder, auf denen in Frakturschrift Zeilen eines von Paul Gerhardt 1653 gedichteten Liedes zu lesen waren: „Ist Gott für mich so trete gleich alles wider mich“ und „Die Sonne, die mir lachet ist mein Herr Jesus Christ.“
Bei der Neuausmalung des Kirchenschiffs 1959/1960 ganz in weiß sind die letzten Reste der einstigen Ausmalung, die den Zweiten Weltkrieg überstanden hatten, beseitigt worden. Das große dreiteilige farbige Glasfenster mit Motiven des Paul-Gerhardt-Liedes O Haupt voll Blut und Wunden und Szenen aus dem Leben des Kirchenlied-Dichters blieb nicht erhalten, dagegen ein Relief in der Haupteingangshalle. Ein kleines Glasgemälde mit der Kreuzigung wurde 1951 für ein Fenster unter der Empore an der Wand des Kirchenschiffs zur Kuglerstraße hin angefertigt.

### Besonderheit: Fastenbrauch
Seit dem Jahr 2011 findet während der Fastenzeit, also nach dem Ende der Fastnacht, eine Verhüllung des Altarbildes statt. Diese dauert 40 Tage und soll nach mittelalterlichem Brauch die Kirchenbesucher an die Passionszeit erinnern. Erstmals 2011 durfte die Berliner Malerin Sabine Herrmann ein Hungertuch, auch Passionstuch, Palmtuch oder Fastentuch genannt, künstlerisch gestalten. Im Jahr 2016 fand die Gemeinde in der USA-Künstlerin Hannah Dougherty eine weitere Aktivistin für diese Aufgabe. Sie bemalte ein sechs mal neun Meter großes Tuch in Schwarz-Weiß-Strichtechnik mit Wolkenformationen, Tierbildern und Spruchbändern in der Art eines Comics.
Während der Zeit der Altarverhüllung finden weiterhin Gottesdienste statt, für die dann auch die liturgischen Geräte wie die Bibel auf dem Altartisch und die Altarkerzen nicht verfügbar sind. Der Inhalt der Predigt muss dem verhüllten Allerheiligsten im Kirchenraum entsprechen, sodass überlieferte Passionstexte nicht einfach weiter genutzt werden können.

### Orgel
Die Orgel der Paul-Gerhardt-Kirche entstand in der Firma Alexander Schuke Orgelbau. Sie wurde beim Brand im Januar 2022 zerstört. Das Instrumente verfügte über 24 Register, die auf zwei Manuale und Pedal verteilt waren. Die Disposition lautete wie folgt:
| I Hauptwerk C–g3 |              |        |
| 1.               | Quintadena   | 16′    |
| 2.               | Principal    | 08′    |
| 3.               | Spillpfeife  | 08′    |
| 4.               | Oktave       | 04′    |
| 5.               | Spitzflöte   | 04′    |
| 6.               | Nassat       | 02 ⁄3′ |
| 7.               | Waldflöte    | 02′    |
| 8.               | Mixtur III–V | 01′    |
| 9.               | Trompete     | 08′    |

| II Brustwerk C–g3 |            |       |
| 10.               | Gedackt    | 08′   |
| 11.               | Rohrflöte  | 04′   |
| 12.               | Quintadena | 04′   |
| 13.               | Principal  | 02′   |
| 14.               | Octave     | 01′   |
| 15.               | Tertian II |       |
| 16.               | Scharff IV | 01⁄2′ |
| 17.               | Krummhorn  | 08′   |
|                   | Tremulant  |       |

| Pedal C–f1 |             |     |
| 18.        | Subbass     | 16′ |
| 19.        | Octave      | 08′ |
| 20.        | Bassflöte   | 08′ |
| 21.        | Octave      | 04′ |
| 22.        | Bauernflöte | 02′ |
| 23.        | Mixtur V    | 02′ |
| 24.        | Posaune     | 16′ |

- Koppeln: II/I, I/P, II/P

## Gemeinde
Seit den 1990er Jahren wird die Paul-Gerhardt-Kirche neben der Gethsemanekirche und der Segenskirche von der Evangelischen Kirchengemeinde Prenzlauer Berg Nord genutzt.
Die Gemeindefusion der Gemeinden Elias, Gethsemane, Paul Gerhardt und Segen im Jahr 2001 führte zu einer Diskussion um standortbezogene Schwerpunktsetzungen, wobei die Spezialisierung der Paul-Gerhardt-Kirche auf kirchenmusikalische Arbeit sowie Jugendarbeit erwogen wurde. Seit Frühjahr 2008 nutzt die Afrikanische Gemeinde die Gemeinderäume und die Kirche, insbesondere freitagabends, mit.
In der Gemeinde gibt es mehrere Kreise, die durch bürgerschaftliches Engagement der Gemeindeglieder mitgetragen werden. Dies sind zum Beispiel
- die JG (Junge Gemeinde),
- die Bibelstunde,
- der Seniorenkreis,
- der Berufstätigenkreis,
- der Krabbelgottesdienst und
- der Jugendchor.

Internationale Kontakte bestehen zu Partnergemeinden in Cochabamba/Argentinien, Maarssenbroek/Niederlande und Ķegums/Lettland. In Deutschland wurde nach dem Mauerbau 1961 jedem Pfarrer eine Patengemeinde in der Bundesrepublik zugeteilt, in diesem Fall Halver und Lennestadt.

## Pfarrer
Die Pfarrer in Vergangenheit und Gegenwart an der Paul-Gerhardt-Kirche in Prenzlauer Berg – Ortsteil im Berliner Bezirk Pankow – sind an der Wandgalerie des Gemeindebüros übersichtlich dargestellt:
- 1907–1931: Hermann Hörnicke
- 1907–1938: Hugo Käding
- 1908–1909: Martin Wachsmann
- 1909–1950: Wilhelm Krause[17]
- 1918–1920: Erich Löffler
- 1921–1944: Albert Babick
- 1928–1944: Walter Caesar
- 1931–1957: Kurt Ziemer
- 1941–1958: Hugo Preilipper
- 1945–1946: Paul Mendelson
- 1946–1952: Ernst Nauck
- 1948–1949: Günter Schochow
- 1949–1962: Ernst Kornrumpf
- 1951–1954: Peter Wolbrandt
- 1952–1955: Johannes Mickley
- 1955–1956: Gerhard Rother
- 1955–1982: Gerhard Schellig
- 1956–1978: Ernst Guhl
- 1958–1979: Rudi Schulz
- 1959–1972: Theodor Kalinka
- 1979–1997: Martin Düsterdick
- 1982–1990: Gisbert Mangliers
- 1983–2016: Uta Fey[18]
- 1991–2004: Jürgen Bergerhoff
- seit 2004: 00Almut Bellmann[4]

Anmerkung: Die zeitlichen Überschneidungen der Amtszeiten bedeuten, dass in der Gemeinde mehrere Pfarrstellen zugleich unterhalten wurden.